# Витале, Ида
Ида Витале (исп. Ida Vitale, род. 1923) — уругвайская поэтесса, переводчик, эссеист и литературовед, представительница «эссенциалистской» поэзии и последний ныне здравствующий представитель «Поколения 45» в литературе Уругвая. Для её стихов, следующих в русле традиций американского поэтического авангарда, характерна связь между обострённым чувственным восприятием, воплощённым в символизме и внимательным к природному миру, и точным концептуальным воплощением. Лауреат многочисленных литературных премий, включая премию Сервантеса (2018), которой удостоена за «свой язык, один из самых узнаваемых в испаноязычных странах».

## Биография
Ида Витале — представитель четвёртого поколения итальянских эмигрантов в Уругвае. Выросла в семье, которая считалась культурной и космополитичной по своим взглядам. В возрасте 95 лет она вспоминала о своём детстве, что каждый день в дом приносили четыре газеты, в которых были страницы, посвященные культуре, где обычно публиковались стихи.
Витале изучала гуманитарные науки в Уругвае, после чего работала преподавателем и журналистом в нескольких газетах, в частности, сотрудничала с еженедельником Marcha. В 1962—1964 годах вела литературный раздел уругвайской газеты «Epoca», а также была содиректором журнала «Clinamen» и входила в руководство журнала «Maldoror».
После установления в Уругвае диктаторского режима в 1973 году, Витале в 1974 году эмигрировала в Мексику, где познакомилась с Октавио Пасом, который ввёл Витале в редакционный совет журнала Vuelta. Витале также участвовала в создании газеты «Uno Más Uno» и преподавала в El Colegio de México — одном из важнейших центров гуманитарных наук Мексики. Во время жизни в Мексике Витале переводила книги для издательской группы «Fondo de Cultura Económica», выступала с лекциями и сотрудничала с многими газетами.
В 1984 году Ида Витале вернулась в Уругвай, руководила разделом культуры еженедельника «Jaque», но через два года снова эмигрировала, на этот раз в США. В 1989 году поселилась в Остине (штат Техас) со своим вторым мужем, поэтом Энрике Фиерро, который периодически выезжал в Уругвай. В 2010 году Витале была удостоена степени honoris causa Республиканского университета Уругвая. После смерти мужа в 2016 году Ида Витале вернулась в Монтевидео, где живёт в настоящее время.

## Личная жизнь
В 1950 году вышла замуж за литературного критика Анхеля Рама, в браке у них были дочь — архитектор Ампаро Рама Витале, и сын, экономист Клаудио Рама Витале, 1951 года и 1954 года рождения соответственно. Вторым мужем Иды Витале был поэт Энрике Фиерро (1941—2016).

## Награды и премии
- 2009, IX Международная премия Октавио Паса по поэзии и эссе (совместно с Рамоном Сирау)[4]
- 2014, Международная премия Альфонсо Рейеса[5]
- 2015, Премия королевы Софии по ибероамериканской поэзии[6]
- 2016, Международная поэтическая премия имени Федерико Гарсиа Лорки[7]
- 2017, Премия Макса Якоба[8]
- 2018, Премия Международной книжной ярмарки в Гвадалахаре за литературу на романских языках[9]
- 2018, Премия Сервантеса.